# Beaumerie-Saint-Martin
Beaumerie-Saint-Martin és un municipi francès situat al departament del Pas de Calais i a la regió dels Alts de França. L'any 2007 tenia 355 habitants.

## Demografia

### Població
El 2007 la població de fet de Beaumerie-Saint-Martin era de 355 persones. Hi havia 131 famílies de les quals 29 eren unipersonals (8 homes vivint sols i 21 dones vivint soles), 45 parelles sense fills, 49 parelles amb fills i 8 famílies monoparentals amb fills.
La població ha evolucionat segons el següent gràfic:
Habitants censats

### Habitatges
El 2007 hi havia 163 habitatges, 138 eren l'habitatge principal de la família, 16 eren segones residències i 9 estaven desocupats. Tots els 162 habitatges eren cases. Dels 138 habitatges principals, 108 estaven ocupats pels seus propietaris, 27 estaven llogats i ocupats pels llogaters i 3 estaven cedits a títol gratuït; 5 tenien dues cambres, 12 en tenien tres, 42 en tenien quatre i 78 en tenien cinc o més. 121 habitatges disposaven pel capbaix d'una plaça de pàrquing. A 66 habitatges hi havia un automòbil i a 63 n'hi havia dos o més.

### Piràmide de població
La piràmide de població per edats i sexe el 2009 era:
| Homes | Edats   | Dones |
| ----- | ------- | ----- |
| 0     | 95 o +  | 0     |
| 0     | 90 a 94 | 4     |
| 0     | 85 a 89 | 4     |
| 4     | 80 a 84 | 4     |
| 0     | 75 a 79 | 0     |
| 4     | 70 a 74 | 0     |
| 12    | 65 a 69 | 4     |
| 12    | 60 a 64 | 12    |
| 8     | 55 a 59 | 12    |
| 4     | 50 a 54 | 8     |
| 20    | 45 a 49 | 12    |
| 12    | 40 a 44 | 12    |
| 4     | 35 a 39 | 12    |
| 16    | 30 a 34 | 12    |
| 8     | 25 a 29 | 8     |
| 24    | 20 a 24 | 12    |
| 8     | 15 a 19 | 28    |
| 8     | 10 a 14 | 12    |
| 4     | 5 a 9   | 0     |
| 4     | 0 a 4   | 12    |

## Economia
El 2007 la població en edat de treballar era de 233 persones, 162 eren actives i 71 eren inactives. De les 162 persones actives 151 estaven ocupades (84 homes i 67 dones) i 10 estaven aturades (3 homes i 7 dones). De les 71 persones inactives 21 estaven jubilades, 15 estaven estudiant i 35 estaven classificades com a «altres inactius».

### Ingressos
El 2009 a Beaumerie-Saint-Martin hi havia 138 unitats fiscals que integraven 364,5 persones, la mediana anual d'ingressos fiscals per persona era de 17.634 €.

### Activitats econòmiques
Dels 12 establiments que hi havia el 2007, 1 era d'una empresa extractiva, 5 d'empreses de construcció, 1 d'una empresa de comerç i reparació d'automòbils, 1 d'una empresa de transport, 1 d'una empresa d'informació i comunicació, 2 d'empreses immobiliàries i 1 d'una empresa de serveis.
Dels 4 establiments de servei als particulars que hi havia el 2009, 1 era un guixaire pintor, 1 fusteria i 2 electricistes.
L'any 2000 a Beaumerie-Saint-Martin hi havia 9 explotacions agrícoles.

## Poblacions més properes
El següent diagrama mostra les poblacions més properes.